# UCI America Tour 2006
L'UCI America Tour 2006 fu la seconda edizione dell'UCI America Tour, uno dei cinque circuiti continentali di ciclismo dell'Unione Ciclistica Internazionale. Era composto da ventotto corse che si tennero tra ottobre 2005 e settembre 2005 nelle Americhe.

## Calendario

### Ottobre 2005
| Data | Prova                         | Cat. | Vincitore   | Squadra               |
| ---- | ----------------------------- | ---- | ----------- | --------------------- |
| 2-9  | Clásico Ciclistico Banfoandes | 2.2  | José Rujano | Colombia-Selle Italia |

### Novembre 2005
| Data | Prova                             | Cat. | Vincitore    | Squadra           |
| ---- | --------------------------------- | ---- | ------------ | ----------------- |
| 8-13 | Doble Copacabana Grand Prix Fides | 2.2  | Libardo Niño | Loteria de Boyaca |

### Dicembre 2005
| Data  | Prova                        | Cat. | Vincitore         | Squadra          |
| ----- | ---------------------------- | ---- | ----------------- | ---------------- |
| 16-29 | Vuelta Ciclista a Costa Rica | 2.2  | Juan Carlos Rojas | Pasoca-Dos Pinos |

### Gennaio
| Data | Prova                    | Cat. | Vincitore     | Squadra               |
| ---- | ------------------------ | ---- | ------------- | --------------------- |
| 7-20 | Vuelta al Táchira        | 2.2  | Manuel Medina | Cabimas               |
| 8    | Copa América de Ciclismo | 1.2  | Nilceu Santos | Scott-Marcondes Cesar |

### Febbraio
| Data  | Prova              | Cat. | Vincitore         | Squadra |
| ----- | ------------------ | ---- | ----------------- | ------- |
| 7-19  | Vuelta a Cuba      | 2.2  | Pedro Pablo Pérez | Cuba    |
| 19-26 | Tour of California | 2.1  | Floyd Landis      | Phonak  |
| 28-5  | Vuelta Sonora      | 2.2  | Gregorio Ladino   | Tecos   |

### Marzo
| Data  | Prova                                        | Cat. | Vincitore       | Squadra          |
| ----- | -------------------------------------------- | ---- | --------------- | ---------------- |
| 8-12  | Volta Ciclística Internacional Porto Alegre  | 2.2  | Armando Camargo | Memorial/Santos  |
| 9-19  | Vuelta Ciclística por un Chile Líder         | 2.2  | Andrej Sartasov | Lider            |
| 19-26 | Tour do Brasil Volta Ciclística de São Paulo | 2.2  | Alex Diniz      | Cesc/São Caetano |

### Aprile
| Data  | Prova                         | Cat. | Vincitore       | Squadra |
| ----- | ----------------------------- | ---- | --------------- | ------- |
| 18-23 | Tour de Georgia               | 2.HC | Floyd Landis    | Phonak  |
| 29-6  | Vuelta Ciclista a El Salvador | 2.2  | Gregorio Ladino | Tecos   |

### Maggio
| Data  | Prova                         | Cat. | Vincitore         | Squadra         |
| ----- | ----------------------------- | ---- | ----------------- | --------------- |
| 4-14  | Vuelta Ciclista de Chile      | 2.2  | Andrei Sartassov  | Lider           |
| 11-14 | Doble Sucre Potosi Grand Prix | 2.2  | Alejandro Ramírez | Orbitel         |
| 24-28 | Volta do Paraná               | 2.2  | Marcio May        | Scott-Marcondes |

### Giugno
| Data  | Prova                                                  | Cat. | Vincitore         | Squadra                           |
| ----- | ------------------------------------------------------ | ---- | ----------------- | --------------------------------- |
| 4     | Lancaster Classic                                      | 1.1  | Jackson Stewart   | Kodakgallery.com-Sierra Nevada    |
| 4     | Campionato panamericano di ciclismo su strada-In linea | CC   | José Serpa        | Colombia                          |
| 6     | Campionato panamericano di ciclismo su strada-Crono    | CC   | Pedro Nicacio     | Brasile                           |
| 8     | Reading Classic                                        | 1.1  | Greg Henderson    | Health Net presented by Maxxis    |
| 11    | Philadelphia International Championship                | 1.HC | Greg Henderson    | Health Net presented by Maxxis    |
| 13-18 | Tour de Beauce                                         | 2.2  | Valery Kobzarenko | Navigators Insurance Cycling Team |

### Luglio
| Data | Prova                             | Cat. | Vincitore      | Squadra         |
| ---- | --------------------------------- | ---- | -------------- | --------------- |
| 9    | Prova Ciclistica 9 de Julho       | 1.2  | Renato Seabra  | Blumenau/Dataro |
| 9-16 | Vuelta Oaxaca                     | 2.2  | Fausto Esparza | Tecos           |
| 16   | Meeting Internacional de Ciclismo | 1.2  | Héctor Aguilar | Uruguay         |

### Agosto
| Data  | Prova              | Cat. | Vincitore         | Squadra                    |
| ----- | ------------------ | ---- | ----------------- | -------------------------- |
| 6-20  | Vuelta a Colombia  | 2.2  | José Castelblanco | Alcaldia de Cabimas        |
| 28-10 | Vuelta a Venezuela | 2.2  | José Serpa        | Selle Italia-Diquigiovanni |

### Settembre
| Data | Prova              | Cat. | Vincitore   | Squadra                           |
| ---- | ------------------ | ---- | ----------- | --------------------------------- |
| 9    | Univest Grand Prix | 1.2  | Shawn Milne | Navigators Insurance Cycling Team |

## Classifiche
Aggiornate al 14 ottobre 2006.
| Pos. | Corridore         | Squadra       | Punti  |
| ---- | ----------------- | ------------- | ------ |
| 1    | José Serpa        | Diquigiovanni | 313,95 |
| 2    | Gregorio Ladino   | Tecos         | 208,66 |
| 3    | Andrej Sartasov   | Diquigiovanni | 202,66 |
| 4    | Manuel Medina     |               | 199,63 |
| 5    | Pedro Pablo Pérez |               | 186    |
| 6    | Greg Henderson    | Health Net    | 180    |
| 6    | Libardo Nino      |               | 171,66 |
| 8    | Juan José Haedo   | Toyota-United | 167    |
| 9    | Fausto Esparza    | Tecos         | 160,66 |
| 10   | Sergej Lagutin    | Navigators    | 155    |

| Pos. | Squadra                         | Punti  |
| ---- | ------------------------------- | ------ |
| 1    | Selle Italia-Diquigiovanni      | 689,44 |
| 2    | Tecos                           | 566,96 |
| 3    | Navigators Insurance Cycling T. | 390    |
| 4    | Toyota-United Pro Cycling Team  | 307    |
| 5    | Health Net presented by Maxxis  | 299    |
| 6    | Symmetrics Cycling Team         | 199,62 |
| 7    | TIAA-CREF                       | 183    |
| 8    | Chivas Cycling Team             | 151    |
| 9    | Kodakgallery.com-Sierra Nevada  | 117    |
| 10   | Perutnina Ptuj                  | 87     |

| Pos. | Nazione     | Punti     |
| ---- | ----------- | --------- |
| 1    | Colombia    | 1 606,375 |
| 2    | Brasile     | 1 151     |
| 3    | Argentina   | 808,265   |
| 4    | Messico     | 610,98    |
| 5    | Stati Uniti | 606,46    |
| 6    | Venezuela   | 570,25    |
| 7    | Cuba        | 475       |
| 8    | Canada      | 419,16    |
| 9    | Costa Rica  | 366       |
| 10   | Cile        | 291,3     |